# Le Blanc-Mesnil
Le Blanc-Mesnil je severovzhodno predmestje Pariza in občina v  departmaju Seine-Saint-Denis osrednje francoske regije Île-de-France. Leta 1999 je imelo naselje 46.936 prebivalcev.

## Geografija
Le Blanc-Mesnil leži 12 km severovzhodno od središča Pariza na ravnici Pays de France. Občina meji na vzhodu na Aulnay-sous-Bois, na jugu na Bondy, na jugozahodu na Drancy, na zahodu na Le Bourget, na severozahodu na Dugny, na severu pa na občini v departmaju Val-d'Oise Bonneuil-en-France in Gonesse.

## Administracija
Le Blanc-Mesnil je sedež istoimenskega kantona, vključenega v okrožje Le Raincy.

## Zgodovina
Ime naselja je bilo prvikrat zapisano v 11. stoletju kot Mansionile Blaun.

## Pobratena mesta
- Sandwell (Združeno kraljestvo);